# Велостійка

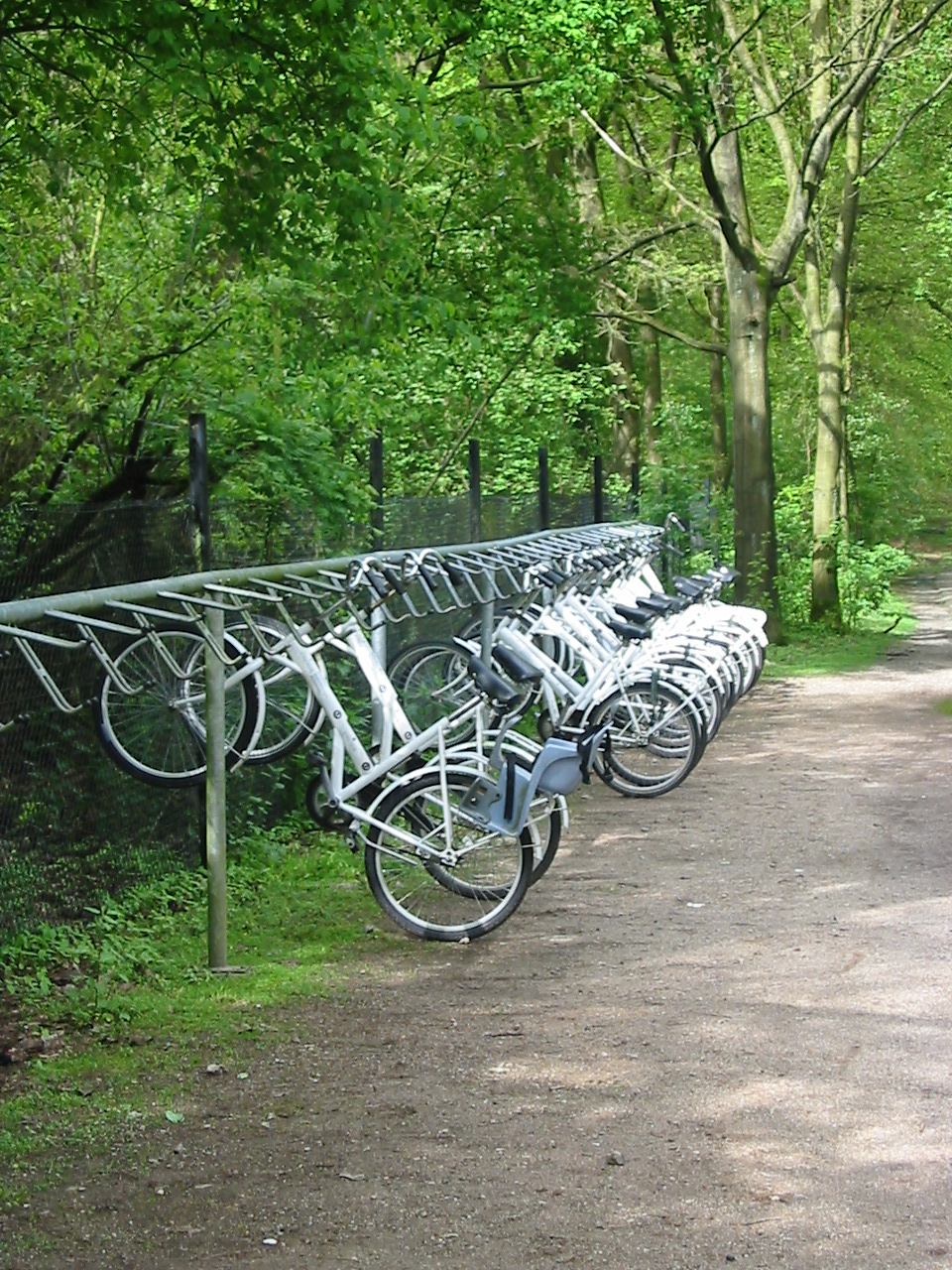
Білі велосипеди для безкоштовного використання в Національному парку Хоге Велуве, Нідерланди

Велостійка — пристрій, до якого можна надійно прикріпити велосипеди для паркування. Стійка для велосипедів може стояти окремо, або бути надійно прикріплена до землі або до якогось нерухомого об'єкту, наприклад, будівлі. Велостійки у приміщеннях зазвичай використовується для приватного паркування велосипедів, тоді як вуличні велостійки часто використовуються на комерційних площах. Загальні стилі велостійок включають перевернуті U, змійовики, тумби, решітки та декоративні. Найефективніші та найбезпечніші велостійки — це ті, на які можна закріпити як колеса, так і раму велосипеда, використовуючи велосипедний замок.
Велостійки можуть бути виготовлені із ряду різних матеріалів. Міцність, стійкість до атмосферних впливів, зовнішній вигляд та функціональність є надзвичайно важливими параметрами матеріалів велостійки. Матеріали включають: сталь, неіржавну сталь, перероблений пластик або термопластик. Кожен матеріал має переваги та недоліки, і кожен відрізняється зовнішнім виглядом від інших.
Видність велостійки, адекватна відстань від автомобільних стоянок та пішохідного руху, захист від атмосферних впливів та близькість до пунктів призначення — все це важливі фактори, що визначають корисність велостійки. Ці фактори допомагають збільшити використання велостійки та запевняють велосипедистів, що їх велосипед надійно припаркований.

## Історія

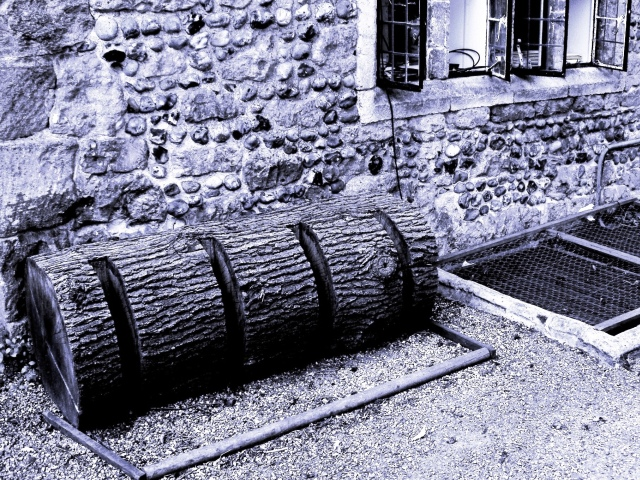
Проста різьблена велостійка

Ранні моделі, зазвичай, пропонували закріплення одного колеса: це може бути різьблена бетонна конструкція в землі, роздвоєна металева конструкція, в яку заштовхується колесо велосипеда, або горизонтальна «драбина», що забезпечує закріплення переднього колеса багатьох велосипедів. Вони не дуже ефективні, оскільки злодію потрібно лише від'єднати відповідне колесо від велосипеда, щоб отримати доступ до решти велосипеда. Вони також не пропонують дужої підтримки, і ряд велосипедів у таких велостійках є податливий зваленню за принципом доміно. Ці типи велостійок відомі як «згиначі коліс» серед велосипедистів.

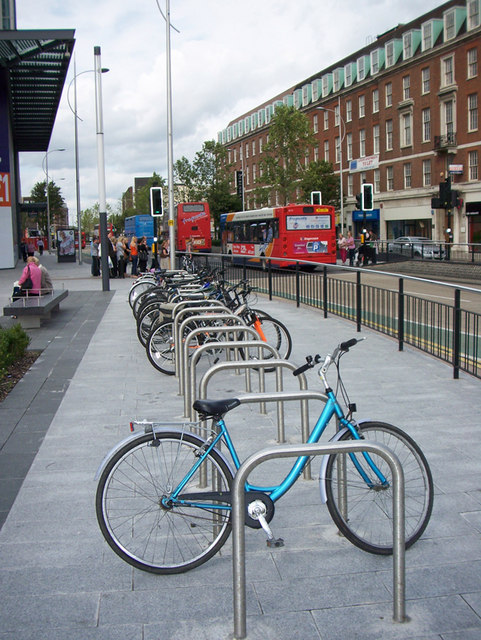
Велостійки у Шеффілді

Сучасна версія відома як «Шеффілдська стійка» (англ. «Sheffield rack», або «Sheffield stand») на честь міста Шеффілд в Англії, де вони з'явилися вперше. Вони складаються з товстої металевої рейки або трубки, зігнутої у формі квадратної арки. Верхня частина знаходиться приблизно на рівні з верхньою трубою рами велосипеда, і, таким чином, підтримує велосипед і дозволяє закріпити раму. Походженням стійок був час, коли ощадливі громадяни Шеффілда повинні були вирішити, що робити зі старими газопроводами.[джерело?] Місцеві велосипедисти запропонували ідею велостійки з труби, зігнутої у двох місцях, і бетону в землі. У той час це була революція у світі «одноточкових тримачів», які згинали колеса і пропонували мало кріплення для рам. Одна з версій цього дизайну передбачає другу, нижню, горизонтальну трубу для підтримки менших велосипедів, і має покриття для зменшення цупкості їхньої поверхні, щоб не дряпати фарбу велосипеда.

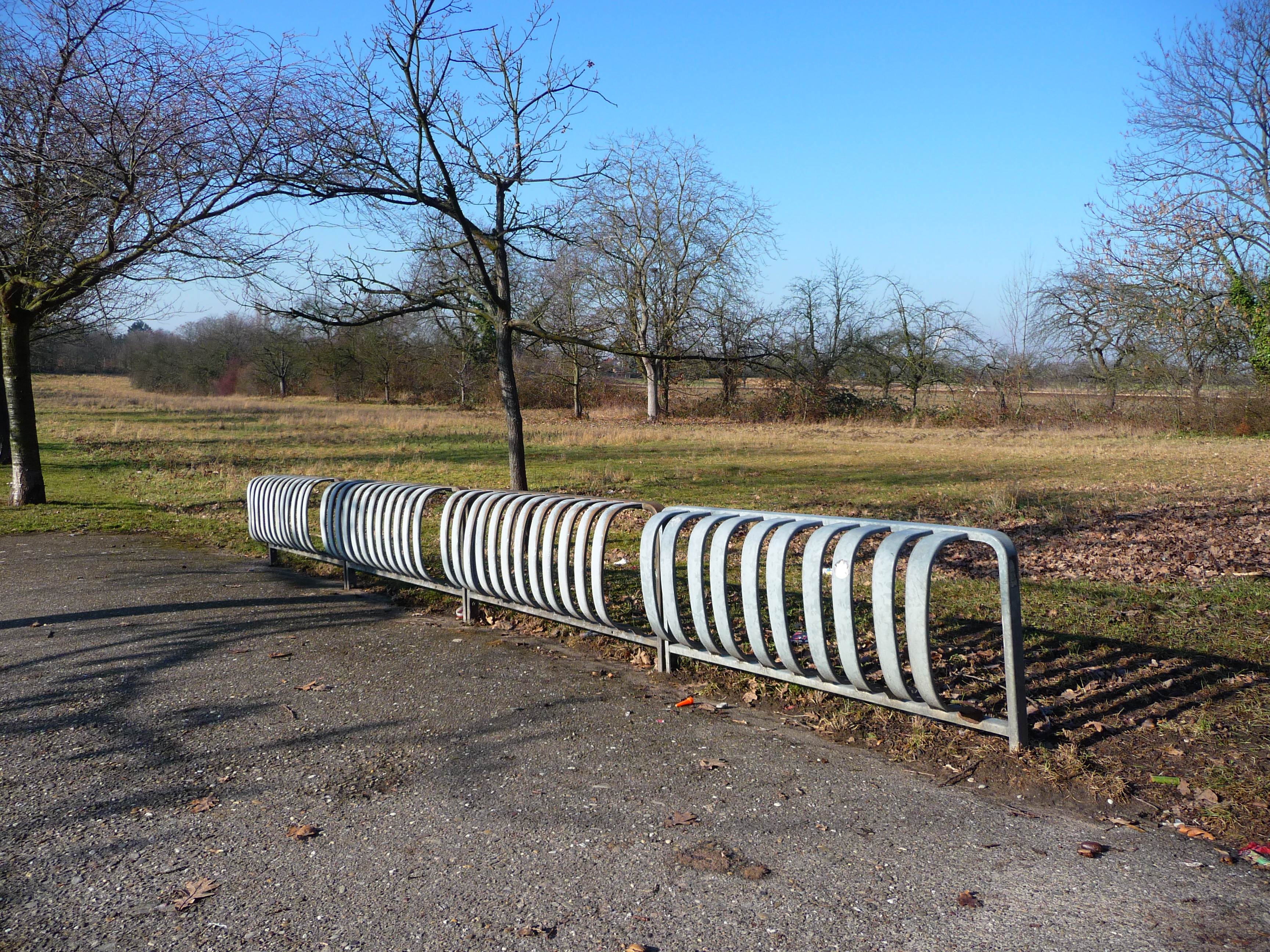
«Драбиновий» тип у Німеччині

Починаючи з 1984 року, місто Торонто встановлювало велостійки що складаються зі сталевого боларда або стовпа, увінчаного литим алюмінієвим кільцем. У серпні 2006 року стало загальновідомо, що ці велостійки можуть бути подолані, підваживши кільце за допомогою дерев'яного бруска розміру 2х4 дюйми.
В Амстердамі двоярусні велостійки є всюдисущими. Велосипеди можна припаркувати на меншій площі, оскільки керма велосипедів знаходяться на різній висоті (високій чи низькій). Ці велостійки виготовлені зі сталі та мають велику рейку, до якої рама може бути легко примкнута. Більшість голландських велосипедів мають замок на задньому колесі, тому колесо не потрібно примикати.

## Класи
Потреби паркування велосипедів відрізняються від середовища до середовища.
I класДеякі місця вимагають стандартів I класу (зазвичай їх називають довготривалими стоянками для велосипедів). Правила паркування класу I застосовуються, коли велосипеди будуть кожного разу парковані годинами. Прикладами таких середовищ є офісні будівлі, школи, бібліотеки тощо. При будуванні велостійок I класу інсталятори також повинні включати певну форму захисту від погодних умов для стійок та велосипедів. (див. також Станція паркування велосипедів.)
II класНайчастіше зустрічаються у громадських просторах. Ці велостійки потрібні, коли велосипедисти залишатимуть свої велосипеди без нагляду менше двох годин. Захист від погоди не є таким важливим для цього класу, однак, слід враховувати близькість до основних пунктів призначень та публічну видність щоб сприяти використанню та підвищенню безпеки. Стійки для велосипедів класу II можуть бути встановленими поблизу ресторанів, парків, місць для пікніків чи інших подібних місць.

## Дизайн

### Стилі
Доступно багато різних стилів велостійок, щоб відповідати будь-якому середовищу. Конкретні деталі, такі як розміри болтів, діаметр труб, стиль труб (квадратні або круглі), висота, довжина та багато іншого, залежать від виробника, але, як правило, існує шість загальних стилів комерційних велостійок.
| Назва              | Варіанти назв       | Опис | Зображення | Зображення |
| ------------------ | ------------------- | --- | --- | --- |
| Шеффілдська стійка | Скоба, U-стійка     | Елементарна велостійка, яка використовується в міських районах, оскільки її можна розмістити уздовж тротуарів, не забираючи занадто багато місця у пішоходів. | A tube of black-painted metal bent into a tall U shape and bolted at both ends to a concrete slab, in front of a brick pathway and iron railings | View from high elevation of four ranks of dozens of U-racks set in concrete in front of a glass-fronted building, with disabled car parking spaces in the foreground. |
| Хвиля              | Змійовик, Серпантин | Хвиля — це подовження Шеффілдської стійки. Хвилі вміщують більше велосипедів, ніж одна Шеффілдська стійка, але підтримують велосипедну раму лише в одній точці (на відміну від двох точок з Шеффілдською стійкою), що призводить до більшого шансу велосипеда перекинутись, коли він припаркований у стійці.                                                                      | Ground-level view of a black-painted metal square tube bent into a curved M shape and bolted to concrete by a road. In the background are two cars parked in front of a long building. | A white-painted round metal tube bent into a double M shape and set in concrete in front of a grassy verge and a brick wall. |
| Болардний стиль    | Стовп з кільцем     | Боларди — короткі вертикальні стовпи, які найчастіше використовуються як бар'єри для руху або паркування. Стійки для велосипедів у болардному стилі мають один або два кронштейни, до яких можуть бути примкнуті велосипеди. Стовпи з кільцями — північноамериканський варіант болардного стилю.                                                                                  | A ring with a stylized bicycle inside, with riveted to a post (running through the ring), all of galvanized metal. It is set in a concrete slab in front of a brick wall. | Unpainted steel rings, each welded to a steel post (running through it), set in concrete slabs. A cyclist is passing by from left to right on the cycle path behind. |
| Решітковий стиль   | «Драбина»           | Решітка складається з вертикальних рейок, що з'єднують більші верхні та нижні металеві трубки, які приймають велосипеди з одної чи обох сторін стійки. Велостійки решіткового стилю можна ставити окремо або закріпити до землі постійними або тимчасовими анкерами. Ця стійка не дозволяє примкнути обидва і колесо, і раму велосипеда, що дозволяє можливу крадіжку велосипеда. | | A rusty metal A-frame with horizontal bars at the top and bottom joined by eleven vertical bars. It stands free on concrete in front of a join between a brick wall and a plaster wall. |
| Інноваційний       |                     | Інноваційні дизайни об'єднують як корисність, так і стиль. Багато інженерів велостійок перебудували базові велостійки для поліпшення функціональністі та зовнішнього вигляду. | An array of sixteen or so parking spots for bicycles. Each is a square metal bar angled at 45 degrees from the ground with a parallel loop of thinner round tubing at the top. They are set in a row with the bars pointing in alternating directions. A pink ladies' bicycle with a shipping basket is parked in one. Another row of them is mostly out of frame to the left with a mountain bike parked in it. In the background is a car park with trees. | An open A-frame of thick steel tubing. Attached underneath the crossbar is a spiral of thinner metal tubing. It is painted blue, but much of the paint has flaked off, leaving rust. A mountain bike and a child's bike are parked in it and two abandoned D-locks hang from it. In the background is a brick-and-plaster building and behind the rack, to the right, is a car parking space. |
| Декоративні        |                     | У відповідь на часто унікальний характер комерційних районів, деякі середовища потребують більш декоративні велостійки. Наприклад, громадський акваріум чи зоопарк можуть надати перевагу велостійці у формі акули над велостійкою в традиційному стилі. | A bike rack shaped like a stylized bicycle with a rider with hair streaming in the wind. It is painted yellow and set in tarmac at the edge of a road between two large concrete plant pots. A folded bicycle is parked there and an abandoned chain hangs from it. Behind, two women walk past on the sidewalk in front of black iron railings. | The outline of a silhouette of a naked woman leaning back, in galvanized steel, on a street curb. It has a bicycle with a shopping basket chained to it. |
| Двоярусний стиль   |                     | Двоярусні велостійки можна використовувати для збільшення місткості велопарковки у незмінному просторі. Щоб легко маневрувати велосипед на верхній ярус, деякі двоярусні велостійки мають гідравлічні поршні для підйому велосипеда в стійку після того, як користувач примкнув його.                                                                                             | | |

### Монтування

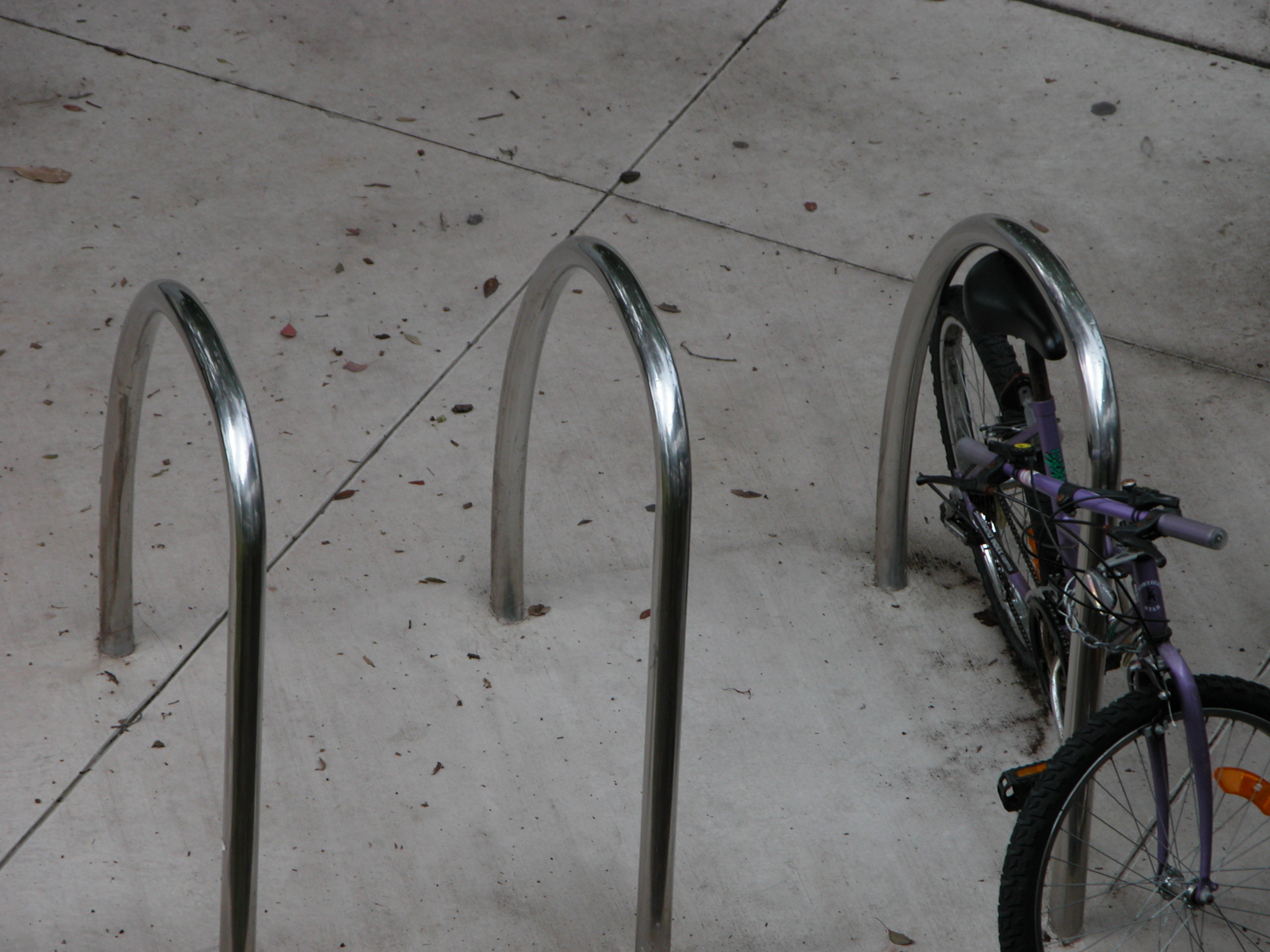
Заглиблене монтування

Велостійку можна монтувати до поверхні різними способами.
- Заглиблено: основа велостійки посаджена в землю і закріплена перпендикулярним анкером для стійкості. Такі стійкі кріплення найбільш захищені від крадіжок або вандалізму.[5]
- На поверхні: Фланці, що відходять від основи велосипедної стійки, закріплені в уже існуючий бетон за допомогою болтів. Для додаткової підтримки поверхневі монтування можуть також включати трикутні кронштейни, які також називаються фасонками, що зміцнюють з'єднання між фланцем і трубкою. Поверхневі монтування використовуються для закріплення велостійки на існуючому бетоні.
- Рейкове монтування: Деякі велостійки можна з'єднати рейками. Рейкове монтування в основному використовуються для з'єднання декількох Шеффілдських стійок, тому немає необхідності монтувати кожну стійку, що економить трудові витрати та обмежує кількість отворів у поверхні.
- Настінне монтування: Деякі велостійки призначені для монтування до стіни за допомогою болтів для кріплення фланців стійки на існуючі стіни. Вони заощаджують площу та є найбільш корисними для тривалого зберігання.
- Демонтовні монтування: Деякі велостійки можуть бути інстальовані за допомогою монтувальних систем, які дозволяють їх тимчасово демонтовувати. Демонтовні монтування застосовуються в місцях, де демонтаж велостійки може дозволити тимчасовий доступ аварійним, доставковим та технічним транспортним засобам.

### Оздоблення

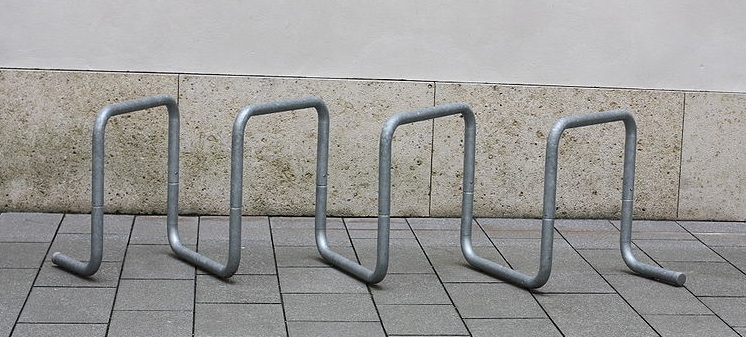
Оцинкована сталева велостійка у Відні, Австрія

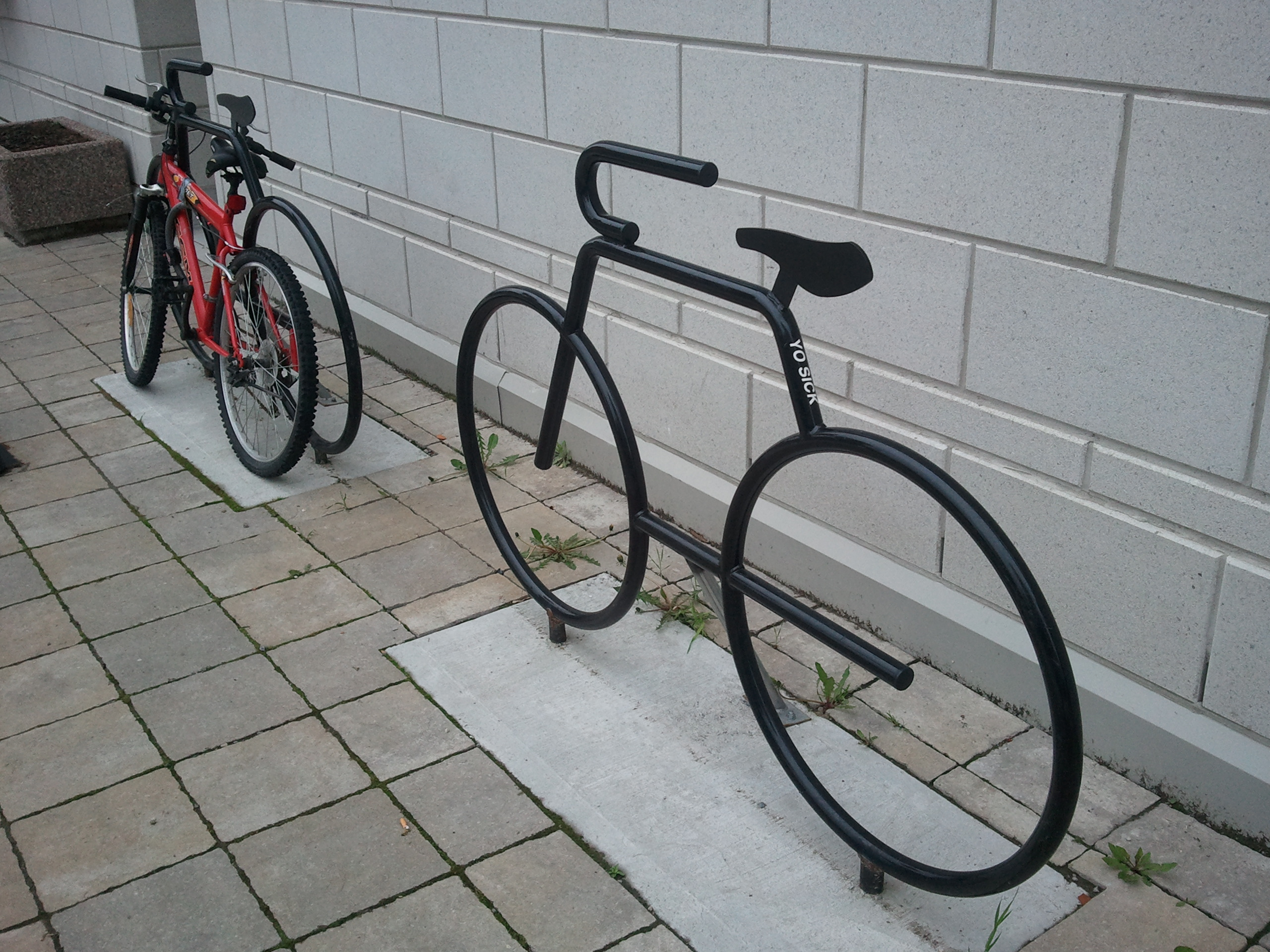
Художня велостійка, пофарбована порошком, у формі велосипеда в Оттаві, Онтаріо, Канада

Комерційні велостійки можуть бути побудовані з найрізноманітніших матеріалів. Одні з найважливіших факторів, які слід враховувати при виборі оздоблювального матеріалу, — це погодні умови, які потрібно буде витримати велостійці, загальний стиль, кількість велосипедів, які будуть розміщені у стійці, та екологічні міркування.
- Цинкування: Цинкування — найкраща обробка для велостійок за співвідношенням ціни та результату. Такі велостійки недорогі і мають тонкий шар цинку для захисту від корозії. Зовнішній вигляд — тьмяно-сірий колір, майже без блиску.
- Порошкове фарбування: Ця обробка зазвичай доступна в широкій гамі кольорів. Це досягається сухим порошковим покриттям, яке забезпечує міцний зовнішній шар, глянцевий зовнішній вигляд та чудовий захист від атмосферних умов.
- Термопластичне покриття: Ця поліетиленова матова обробка також доступна у широкому діапазоні кольорів. Порошкове покриття, нанесене для захисту від корозії, може легко відповідати існуючому оточенню.[14]
- Перероблений пластик: Велостійки що складаються з вторинних матеріалів, мають до 96 % вмісту перероблених матеріалів.[джерело?] Він не розшаровується і не тріскається, є більш пожежобезпечним, ніж деревина, і не виділяє шкідливі хімічні речовини в навколишнє середовище.
- Неіржавна сталь: Неіржавна сталь є найбільш міцним матеріалом для велостійки. Має максимальний захист від корозії, є протимікробною і має глянсовий вигляд, який легко чистити та доглядати.[15]
- eSteel: Процес eSteel забезпечує міцну та рівномірну обробку. Процес є екологічно дружнім, і відповідає нормам агентств США OSHA і EPA.[5]

## Розміщення

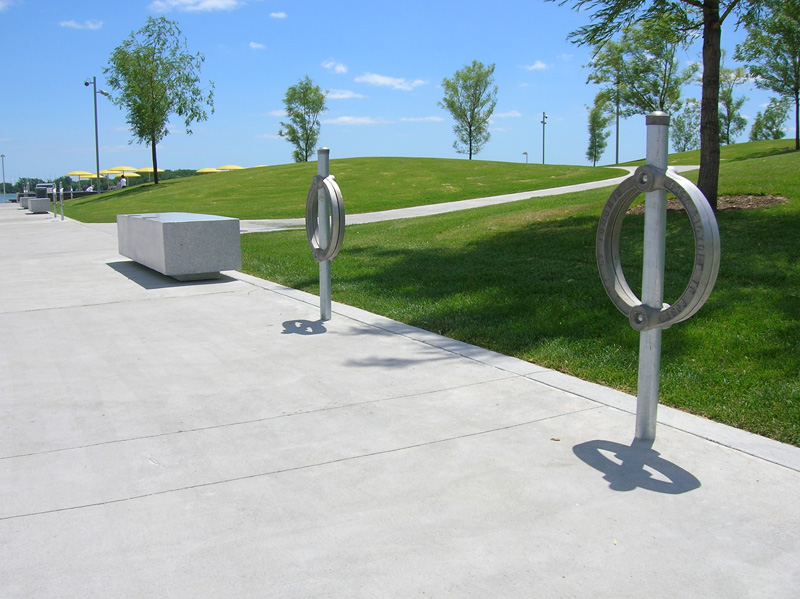
Велостійки у формі стовпа та кільця. Торонто, Онтаріо, Канада

Місце встановлення велостійки так само важливе, як і її безпека та користь. Чим краще розташування, тим більше використання велостійка заохотить. Велостійки повинні бути встановлені на місцях, які добре помітні громадськості. Уникаючи ізольованих ділянок та прихованих просторів, велосипедисти будуть відчувати себе достатньо безпечно, щоб примикати свої велосипеди. Людні місця також будуть стримувати крадіїв велосипедів від крадіжок. Крім того, розміщуючи велостійки у добре помітних місцях, це місце, швидше за все, буде поблизу загальних визначних місць, що полегшує людям їзду велосипедом до місця призначення.
Однак, хоча велостійка повинна бути встановлена на видному місці, важливо, щоб велостійка мала достатню відстань від пішоходів та іншого руху. Велосипедистам знадобиться простір для маневру на велосипеді навколо та в стійку, не збиваючи інших припаркованих велосипедів, автомобілів чи людей. Також важливо розмістити велостійки досить далеко від дверей, тротуарів або доріжок, де це може перешкоджати руху потоку.
Ще одним важливим фактором, який слід врахувати, є захист від погодних умов. Якщо велостійки використовуються для довготривалого паркування, велостійки слід розмістити під якоюсь формою захисту від погодних умов. Це не тільки допоможе захистити велостійку від корозії, але й заохотить велосипедистів зберігати свої велосипеди там протягом тривалого періоду часу.
Хоча основне використання велостійки — це паркування, часом вона є корисною для лаштування велосипеда. Коли важко крутити заднє колесо під час регулювання перемикача, за достатньої висоті велостійки, на неї можна підвісити велосипед за сідло, що полегшить цей процес. Недостатня висота велостійки і/або кріплення та інші елементи конструкції можуть перешкоджати такому використанню.
Разом із велостійками, до проекту велопарковок часто додається інша велосипедна інфраструктура. Сюди можна віднести велосипедні насоси та станції ремонту, що дозволяють обслуговувати велосипеди на ходу, та станції миття для чищення. Деякі сучасні великомасштабні проекти використовують такі технології, як системи виявлення велосипедів, що показують користувачам, чи є паркомісце для їхнього велосипеда, та станції зарядки електричних велосипедів, щоб користувачі таких велосипедів могли зарядити свій транспорт, перебуваючи далеко від дому.

## Див. також

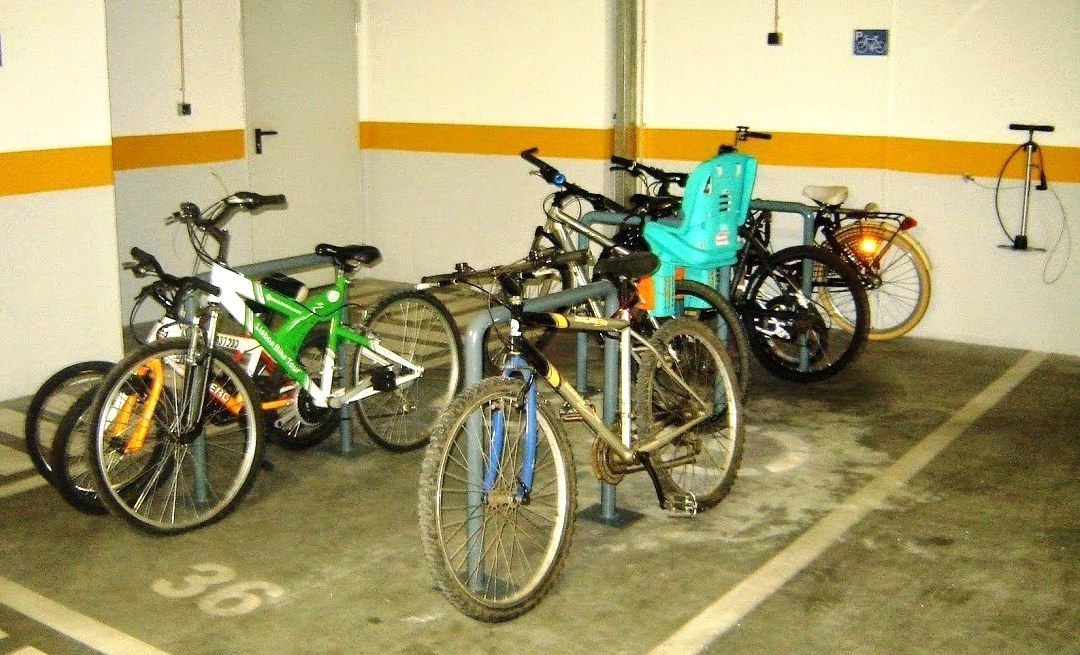
Заміна в гаражі одного автомобільного парко-місця набором кількох Шеффілдських стійок.